# 蒙塞纽尔吉尔
蒙塞纽尔吉尔（葡萄牙語：Monsenhor Gil）是巴西皮奥伊州的一个市镇。总面积582.058平方公里，总人口10343人，人口密度17.8人/平方公里。